# Каравайки
Карава́йки (лат. Plegadis) — род птиц из семейства ибисовых. Название рода происходит от древнегреческого plegados, «серп», имея в виду характерную форму клюва. Представители рода встречаются на всех континентах, кроме Антарктиды, а также на ряде островов. Каравайка — самый распространенный из трех видов.

## Виды
По данным базы Международного союза орнитологов в составе рода Plegadis выделяют 3 вида:
- Plegadis falcinellus (Linnaeus, 1766) — Каравайка
- Plegadis chihi (Vieillot, 1817) — Очковая каравайка
- Plegadis ridgwayi (Allen, JA, 1876) — Тонкоклювая каравайка